# Altiplanotangara
Altiplanotangara (Sicalis uropigyalis) är en fågel i familjen fältsparvar inom ordningen tättingar.

## Utbredning och systematik
Altiplanotangaran förekommer i Anderna från norra Peru till norra Chile och nordvästra Argentina. Det råder oenighet både om antalet underarter och korrekta stavningen på det vetenskapliga artnamnet. International Ornithological Congress (IOC) anser att det bör stavas uropigyalis och anger två underarter med följande utbredning:
- sharpei - nordvästra till centrala Peru
- uropigyalis — södra Peru, norra Chile, västra Bolivia och nordvästra Argentina

Clements et al erkänner istället tre underarter och stavar artnamnet uropygialis:
- sharpei – norra Peru (Cajamarca till Junín)
- connectens – södra Peru (ovanför Urubambadalen i Cusco)
- uropygialis – södra Peru (Puno) till Bolivia, norra Chile och nordvästra Argentina

### Familjetillhörighet
Liksom andra finkliknande tangaror placerades denna art tidigare i familjen Emberizidae. Genetiska studier visar dock att den är en del av tangarorna.

## Status
Arten har ett stort utbredningsområde och beståndet anses vara stabilt. Internationella naturvårdsunionen IUCN listar den därför som livskraftig (LC).